# Suelo
Suelo nebo Daniel Suelo, vlastním jménem Daniel James Shellabarger, (* 1961 Arvada) je Američan, který od roku 2000 žije bez peněz. Žije v jeskyni poblíž utažského města Moab. Proslavil se v roce 2009, kdy o něm informoval magazín Details. Brzy poté o něm publikovaly články periodika jako The Guardian a The Huffington Post. Spisovatel Mark Sundeen o něm v roce 2012 publikoval knihu The Man Who Quit Money (v češtině vyšla o dva roky později pod názvem Život bez peněz).